# Croton trigonocarpus
Croton trigonocarpus är en törelväxtart som beskrevs av August Heinrich Rudolf Grisebach. Croton trigonocarpus ingår i släktet Croton och familjen törelväxter. Inga underarter finns listade i Catalogue of Life.